# Lista dezertorilor sovietici și din Blocul Estic

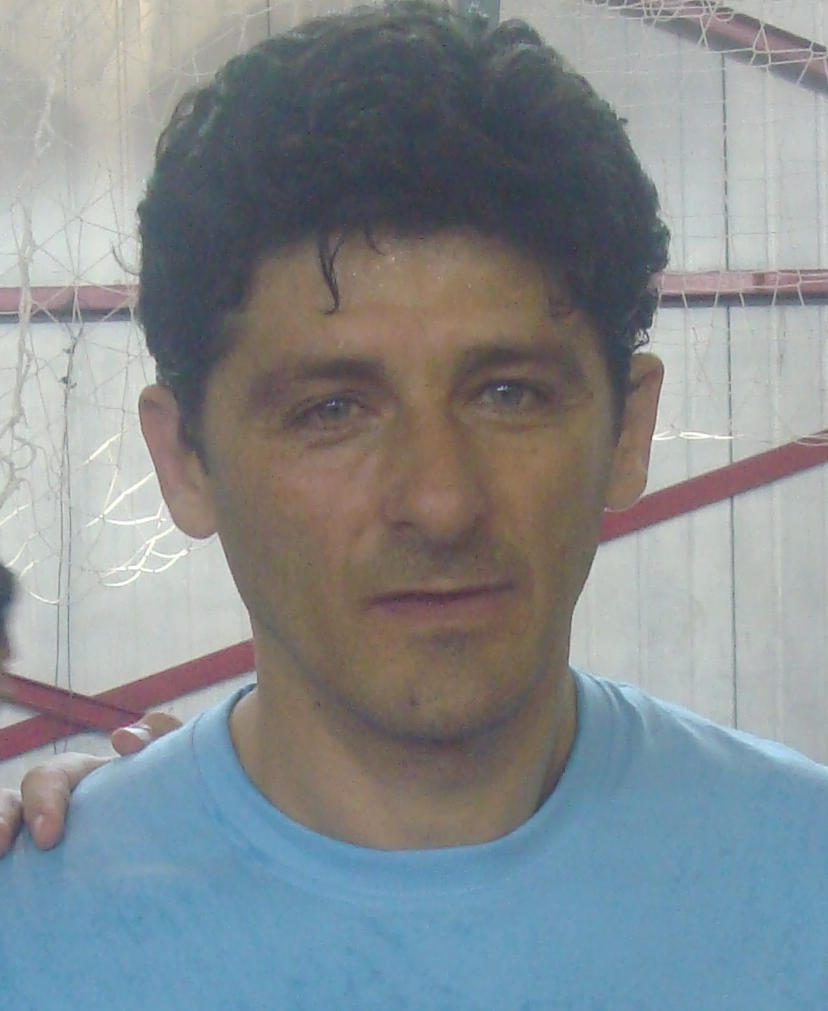
Miodrag Belodedici a dezertat în Iugoslavia înainte de Revoluție

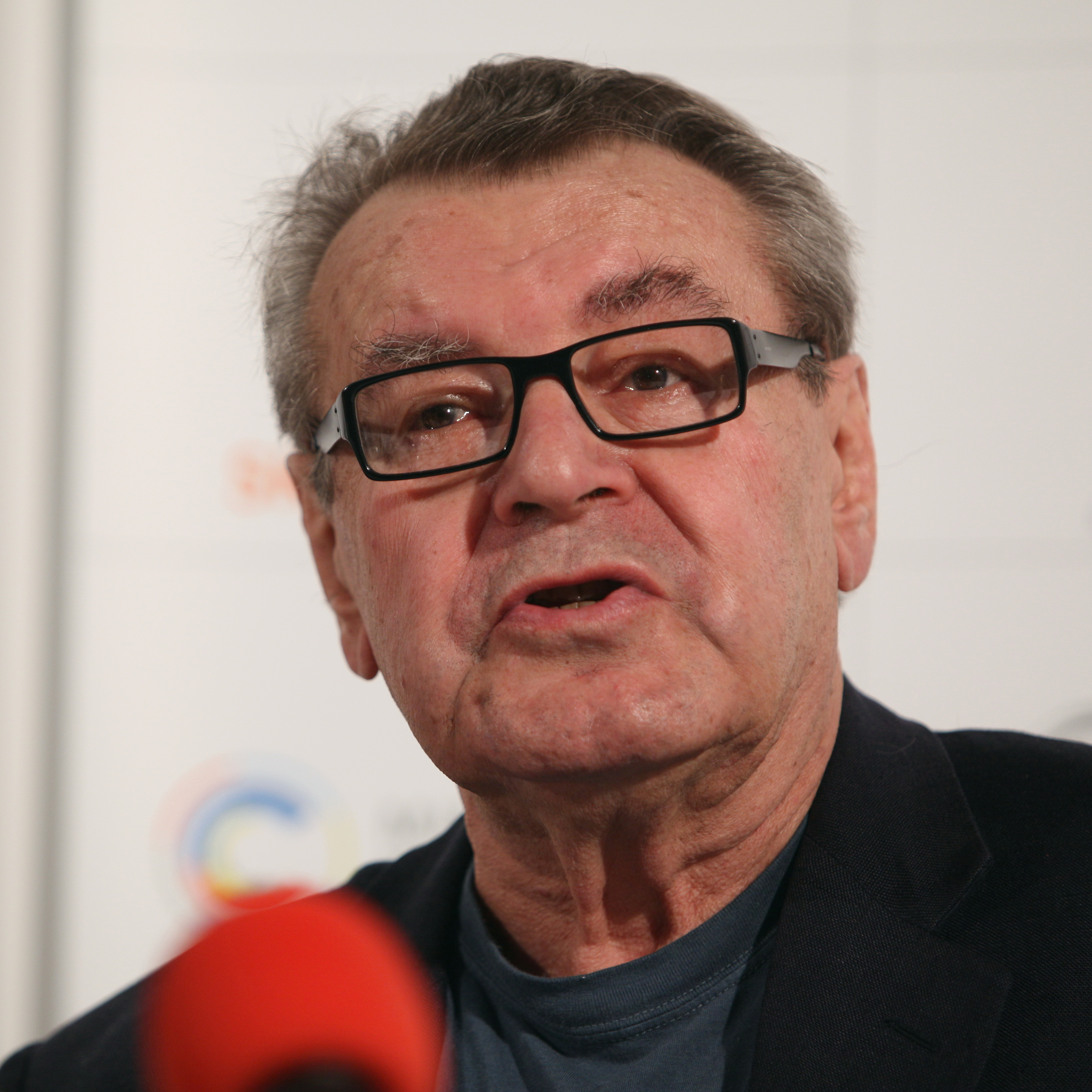
Regizorul ceh Milos Forman a dezertat în 1968

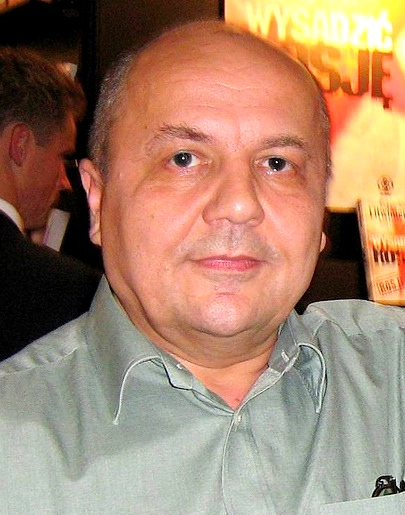
Autorul de cărți politico-militare de origine rusă, Victor Suvorov, dezertat în 1978.

Lista dezertorilor sovietici și din Blocul Estic își propune prezentarea succintă a diferitelor cazuri de dezertări din Lagărul comunist a unor persoane, unele cunoscute, altele devenite cunoscute datorită dezertării lor. 
La scurt timp după formarea Uniunii Sovietice, au fost puse în aplicare restricții de emigrare pentru a împiedica cetățenii să părăsească URSS-ul și să plece în diferite alte țări. În timpul și după cel de-Al Doilea Război Mondial, au fost puse în aplicare restricții similare în țările din Blocul Estic.
Cu toate acestea, până în 1952, granița dintre Germania de Est și în zonele vestice ocupate se puteau trece ușor în cele mai multe locuri. În consecință, înainte de 1961, cele mai multe dintre emigrări Est-Vest au avut loc între Germania de Est și cea de Vest, înainte de 1961 peste 3,5 milioane de est-germani au emigrat în Germania de Vest. Pe 13 august 1961, s-a montat o barieră de sârmă ghimpată, care va deveni mai târziu Zidul Berlinul și va separa Berlinul de Vest de Germania de Est. 
Deși mișcarea internațională a fost, în cea mai mare parte, strict controlată, a existat o pierdere constantă prin evadați (dezertori) care au fost capabili să utilizeze metode ingenioase să se sustragă de controlul de pe frontieră. Numeroase persoane notabile din Blocul din Est au fugit în țări din țările occidentale. Dintre dezertori notabili din: Germania de Est, Uniunea Sovietică, Polonia, Bulgaria, România, Cehoslovacia, Ungaria și Albania mai jos sunt enumerați câțiva.

## Lista
| Numele                          | Profesiune                                       | Locul nașterii    | Dezertarea | Note |
| ------------------------------- | ------------------------------------------------ | ----------------- | ---------- | --- |
| Svetlana Alliluieva             | fiica lui Iosif Stalin                           | Rusia             | 1967       | Ea a dezertat din URSS prin New Delhi, India. A demascat regimul tatălui ei, Iosif Stalin, deși criticile ei de prin anii 1980 s-au mai înmuiat. |
| G.M. Dimitrov                   | politician                                       | Imperiul otoman   | 1945       | A fost salvat de execuție de ambasadorul american. Mai târziu, a fondat organizații anticomuniste. |
| Peter Fechter                   | zidar                                            | Germania          | 1962       | A fost împușcat încercând să fugă peste Zidul Berlinului. A căzut în „țara nimănui”, sângerând până la moarte peste o oră, fără asistență medicală. |
| Igor Gouzenko                   | agent GRU                                        | Rusia             | 1945       | A fugit la Ottawa, Canada și a demascat grupuri organizate de spioni. |
| Mihai Pacepa                    | agent Securitate                                 | România           | 1978       | Era general-locotenent de Securitate și consilier personal al lui Nicolae Ceaușescu. El a fugit în Ambasada americană de la Bonn, Germania de Vest. El a primit în contumacie (in absentia) două condamnări la moarte, cu o primă pentru eliminare de 2 milioane $. Carlos Șacalul a fost trimis pe urmele sale. |
| Matei Pavel Haiducu             | agent Securitate                                 | România           | 1978       | A dezertat în Franța în 1981, printr-o misiune de spionaj industrial. A fost condamnat în contumacie la moarte. |
| Cornel Chiriac                  | jurnalist                                        | România           | 1969       | A dezertat în Austria cu o invitație falsă. |
| Vladimir Tismăneanu             | politolog                                        | România           | 1981       | A dezertat în Spania printr-o vizită aprobată cu mama sa, în care dorea să viziteze locurile din Spania unde tatăl său a luptat în Războiul civil spaniol. |
| Mircea Florian                  | muzician                                         | România           | 1986       | A dezertat în SUA printr-o vizită aprobată pentru a susține un concert. |
| Ioan P. Culianu                 | filozof                                          | România           | 1972       | A dezertat în Italia; se crede să Securitatea mai târziu l-a asasinat. |
| Paul Barbăneagră                | regizor de film                                  | România           | 1964       | A dezertat la Tours, Franța. |
| Paul Goma                       | scriitor                                         | România           | 1977       | A dezertat în Franța. |
| Valentin Poenaru                | matematician                                     | România           | 1961       | A dezertat în timpul unei conferințe organizate la Stockholm, Suedia. |
| Miodrag Belodedici              | fotbalist                                        | România           | 1988       | A dezertat la Belgrad, Iugoslavia. |
| Mihai Apostol                   | sportiv de caiac canoe                           | România           | 1989       | – |
| Nadia Comăneci                  | gimnastă                                         | România           | 1989       | A fugit în Austria înainte de Revoluție. |
| Mihai Șubă                      | șahist                                           | România           | 1988       | A dezertat în Marea Britanie, în timpul unui turneu de șah de la Londra. |
| Kalinikos Kreanga               | jucător de tenis de masă                         | România           | 1989       | A dezertat în Luxembourg, în timpul campionatului de tenis pentru tineret. |
| Martina Navratilova             | jucătoare de tenis de câmp                       | Cehoslovacia      | 1975       | A dezertat în anul 1975 la US Open (tennis) din SUA. |
| Miloš Forman                    | regizor de film și actor                         | Cehoslovacia      | 1968       | A fugit în SUA când URSS și aliații săi al Pactului de la Varșovia au invadat Cehoslovacia; cunoscut pentru filmul Zbor deasupra unui cuib de cuci. |
| Rudolf Nuriev                   | balerin                                          | Rusia             | 1961       | A fugit la Paris |
| Viktor Korcinoi                 | șahist                                           | Rusia             | 1976       | Primul Mare maestru care a fugit; a dezertat în timpul unui turneu de la Amsterdam, în Olanda |
| Mihail Barîșnikov               | balerin                                          | Letonia           | 1974       | A fugit în timpul unui turneu la Toronto, Canada. |
| Vladimir Rezun (Viktor Suvorov) | agent GRU / scriitor                             | Rusia             | 1978       | spionaj militar pentru GRU, a fugit în Marea Britanie |
| Naim Süleymanoğlu               | halterofil                                       | Bulgaria          | 1986       | Multiplu campion olimpic bulgar de etnie turcă, a fugit la Melbourne, Australia. A emigrat în Turcia. |
| Vladimir Artemov                | gimnast                                          | Rusia             | 1990       | A fugit în SUA |
| Ferenc Puskás                   | fotbalist                                        | Ungaria           | 1956       | Cel mai bun fotbalist maghiar al tuturor timpurilor a fugit în timpul Cupei Europene de la Madrid, Spania. |
| Sándor Kocsis                   | fotbalist                                        | Ungaria           | 1956       | Fotbalist maghiar din "Echipa de Aur" a Ungariei, a fugit în timpul Cupei Europene de la Madrid, apoi în Elveția. |
| Tamás Buday                     | sportiv de canoe                                 | Ungaria           | 1987       | A fugit în Canada. |
| Anatoli Granovski               | din Ministerul Securității Statului al URSS-ului | Ucraina sovietică | 1946       | A dezertat la Stockholm, Suedia unde și-a scris autobiografia. |
| Milan Švec                      | din ambasada cehoslovacă de la Washington DC     | Cehoslovacia      | 1985       | A dezertat în Washington DC, unde a fost consilier ministerial. Mai târziu, a devenit comentator al relațiilor Est-Vest. |
| Vladimir Mihailovici Petrov     | diplomat                                         | Rusia țaristă     | 1954       | A dezertat într-o misiune din Australia. Evenimentul a constituit baza Incidentului Petrov. |
| Arkadi Șevcenko                 | Subsecretar de Stat la ONU                       | Ucraina sovietică | 1978       | Timp de trei ani înainte de dezertare, a spionat în favoarea americanilor. La două luni după dezertarea lui, soția lui a murit (se presupune că s-a sinucis). |
| Walter Polovciak                | dezertor minor                                   | Ucraina sovietică | 1980       | A fugit de sub supravegherea părinților când aceștia intenționau să se întoarcă în URSS. |
| Romuald Spasowski               | ambasador                                        | Polonia           | 1981       | A dezertat atunci când, în 1981, în Polonia a fost declarată legea marțială. |
| Valdo Randpere                  | Ministru adjunct al justiției                    | Estonia           | 1986       | A dezertat prin localitatea finlandeză Kotka în Suedia. A fugit de acțiunea sovieticilor de a distruge naționalismul estonian. |
| József Mindszenty               | Cardinal                                         | Austro-Ungaria    | 1956       | În timpul Revoluției din Ungaria de la 1956 a dezertat prin Ambasada americană din Budapesta. Mai târziu, s-a mutat în Austria. |
| Konstantin Volkov               | agent NKVD                                       | Rusia             | 1945       | Șef-adjunct al NKVD-ului, a fugit în Istanbul, Turcia; după dezertare, a contactat consulatul britanic din Istanbul, a fost arestat de sovietici și a dispărut pentru totdeauna (posibil executat) |
| Oleg Gordeevski                 | agent KGB                                        | Rusia             | 1985       | A fugit în Marea Britanie prin Finlanda; a devenit agent dublu pentru MI6, după invazia sovietică a Cehoslovaciei din 1968; a fost condamnat la moarte în absență (in absentia). |
| Vladimir Pasecinik              | inginer de arme biologice                        | Rusia             | 1989       | A fugit la Paris, Franța; a avertizat lumea despre armele biologice ale URSS-ului. |
| Jonas Pleškys                   | căpitan de submarine                             | Lituania          | 1961       | A fugit cu vasul lui în Suedia; a fost condamnat la moarte; CIA-ul îl ascundea de agenții sovietici. Se crede că acest incident l-a inspirat pe Tom Clancy să scrie romanul de spionaj "Vânătoarea după Octombrie Roșu".                                                                                         |
| Alexander Zuyev                 | pilot                                            | URSS              | 1989       | A fugit cu un MiG-29 la Trabzon, Turcia. |
| Franciszek Jarecki              | pilot                                            | Polonia           | 1953       | A fugit cu un MiG-15 din Słupsk, Polonia în Danemarca. |
| Viktor Belenko                  | pilot                                            | Rusia             | 1976       | A fugit cu un MiG-25 în Hokkaido, Japonia. |
| Imre Lakatos                    | matematician                                     | Ungaria           | 1956       | A fugit în Viena, Austria după Revoluția ungară din 1956. |
| Gheorghi Markov                 | dramaturg                                        | Bulgaria          | 1969       | A fugit în Italia; a fost asasinat la Londra în 1978. |
| Nora Kovács                     | balerină                                         | Ungaria           | 1953       | A fugit împreună cu soțul ei, Istvan Rabovsky, la Berlinul de Vest. |
| István Rabovsky                 | balerin                                          | Ungaria           | 1953       | A fugit împreună cu soția lui, Nora Kovacs, la Berlinul de Vest. |
| Petr Beckmann                   | fizician                                         | Cechoslovacia     | 1963       | A fugit la Universitatea din Colorado, SUA. |
| Romanas Arlauskas               | șahist                                           | Lituania          | 1944       | A fugit în Vest înainte ca armata sovietică să re-invadeze țara; a emigrat în Australia. |
| Fedir Bohatirciuc               | șahist                                           | Ucraina țaristă   | 1944       | A fugit încă pe timpul războiului, după ce a participat într-o organizație antistalinistă; a fugit la Praga, Cehoslovacia. |